# Teucrium dumulosum
Teucrium dumulosum là một loài thực vật có hoa trong họ Hoa môi. Loài này được (Rech.f.) Brullo & Guarino mô tả khoa học đầu tiên năm 2000.